# 廷氏隆頭麗魚
廷氏隆頭麗魚，為輻鰭魚綱鱸形目隆頭魚亞目慈鯛科的其中一種，分布於非洲剛果河下游流域， 體長可達6.3公分，棲息在溪流底部，生活習性不明。

## 擴展閱讀
維基物種上的相關：廷氏隆頭麗魚